# Waleri Nikolajewitsch Baturo
Waleri Nikolajewitsch Baturo (russisch Валерий Николаевич Батуро, wiss. Transliteration Valerij Nikolaevič Baturo; * 3. Februar 1970) ist ein ehemaliger sowjetischer Radrennfahrer und Weltmeister im Radsport.

## Sportliche Laufbahn
Baturo (auch Butara) war Bahnradsportler und auch im Straßenradsport aktiv. Bei den Bahnradsport-Weltmeisterschaften 1990 gewann die Sowjetunion mit Waleri Baturo, Eugeni Berzin, Dmitri Neljubin und Oleksandr Hontschenkow die Goldmedaille in der Mannschaftsverfolgung. In der Einerverfolgung holte er die Silbermedaille hinter Berzin. 1989 wurde er Vize-Meister der Sowjetunion in der Mannschaftsverfolgung. 
Baturo war Teilnehmer der Olympischen Sommerspiele 1992 in Barcelona. Dort kam er mit seinem Team auf den 6. Platz in der Mannschaftsverfolgung. Auf der Straße holte er Etappensiege in der Rapport Toer 1993 und in der Algarve-Rundfahrt 1994.